# Kingu
En antiguos mitos de Mesopotamia, Kingu fue un espíritu (demonio:  la palabra inglesa 'demonio', entendida como espíritu maligno, deriva de la palabra griega 'daimon' que significaba simplemente 'espíritu' ) que se convirtió en el segundo consorte de Tiamat, después de que muriera su primer consorte Apsu. Tiamat, convencida de que tenía que vengar la muerte de Apsu, entregó a Kingu las "tablillas del destino", estas detentaban el poder, y así lo convirtió en Príncipe de los dioses. No de todos, sino en jefe de los jefes que apoyaron a Tiamat en la contienda. En la batalla Tiamat, murió a manos de Marduk, y Kingu, por ser el cabecilla (había sido nombrado Príncipe) de la rebelión, fue condenado a morir y a que con su sangre se amasara la arcilla, base de la materia prima que originó a los hombres. En realidad la creación del hombre en este mito tenía por fin el servicio por parte de estos a los dioses (los hombres están al servicio de los dioses, y de aquellos depende la alimentación de estos mediante el sacrificio). Kingu es uno de los personajes del poema épico Enuma Elish, aunque su papel es secundario.